# Јелизаветинскаја
Јелизаветинскаја (рус. Елизаветинская) насељено је место руралног типа (станица) на југозападу европског дела Руске Федерације. Налази се у централном делу Краснодарске покрајине и административно припада њеном Краснодарском градском округу.
Према подацима националне статистичке службе РФ за 2010, станица је имала 24.755 становника и једно је од највећих сеоских насеља у земљи.

## Географија
Станица Јелизаветинскаја се налази у централном делу Краснодарске покрајине, односно на крајњем југу Кубањско-приазовске степе. Лежи на десној и високој обали реке Кубањ, на надморској висини од око двадесетак метара. Село се налази на око 7 километара западније од покрајинског административног центра, града Краснодара.

## Историја
На месту савременог насеља се крајем XVIII века појавило војничко утврђење црноморских Козака. Утврђење је добило име Јелизаветински у част императорке Јелисавете Алексејевне, супруге императора Александра I Павловича. Уз утврђење се убрзо развило и насеље Тимашјовско које је убрзо, током 1807, пресељено на север, на подручје данашњег града Тимашјовска.
Првобитно утврђење је 1821. заменило Јелизаветинско козачко насеље које је већ 1842. добило и званичан статус козачке станице. Ново насеље основали су Козаци са Дњепра који су се на подручје Кубања доселили почетком XVIII века. Све до 1978. станица Јелизаветинскаја се налазила у саставу Динског рејона.
У оквиру станице се налази архитектонски споменик од националног значаја − Јелизаветинска градина − пространа некропола из IV века пре нове ере са 54 велика и још 20 мањих кургана висине између 1,5 и 3 метра.

## Демографија
Према подацима са пописа становништва 2010. у селу је живело 24.755 становника.
| 1959. | 1979.  | 1989. | 2002.  | 2010.  |
| ----- | ------ | ----- | ------ | ------ |
| 6.599 | 17.240 | [ 3 ] | 19.060 | 24.755 |